# آرامگاه بی‌بی خدیجه
مقبره بی بی خدیجه مربوط به اوایل دوره قاجار است و در شهرستان جاجرم، بخش جلگه شوقان، دهستان شوقان، روستای کلاته شوقان واقع شده و این اثر در تاریخ ۲۶ اسفند ۱۳۸۶ با شمارهٔ ثبت ۲۲۲۱۸ به‌عنوان یکی از آثار ملی ایران به ثبت رسیده‌است.